# Timnit Gebru
Timnit Gebru (Adís Abeba, c. 1982/1983) es una científica en computación etíope, especializada en algoritmos de minería de datos y sesgo algorítmico. También aboga por la defensa de la diversidad en la tecnología y es cofundadora de Black in AI, una comunidad de investigadores negros que trabajan en inteligencia artificial.
En diciembre de 2020, fue despedida de su puesto como técnico colíder del Equipo de Inteligencia Artificial Ética de Google después de negarse a una solicitud que directores de rango superior le hicieran al pedirle retirar de un informe, que estaba por ser publicado, los nombres de todos los empleados de Google mencionados en dicho informe (incluyendo el de ella).  Rechazó el pedido, solicitando los nombres y razones de las personas que tomaron esa decisión, y amenazó con renunciar si no era proporcionada aquella información. Google no cumplió su petición y fue inmediatamente despedida. Google declaró que el informe en cuestión, titulado "Los Peligros de Loros Estocásticos: ¿Pueden Modelos de Lenguaje Ser Demasiado Grandes?" (En inglés On the Dangers of Stochastic Parrots: Can Language Models Be Too Big?), ignoraba investigaciones recientes que muestran métodos de mitigar el sesgo en aquellos sistemas.

## Educación y juventud
Gebru nació y creció en Adís Abeba, Etiopía. Su padre falleció cuando tenía cinco años de edad, su madre se hizo cargo de ella. Ambos progenitores son de Eritrea. Por ser eritreana, Gebru se vio sometida a una deportación forzada durante la Guerra entre Etiopía y Eritrea obligándola a huir de Etiopía a la edad de 15 años. Finalmente solicitó asilo político, que fue aceptado en los Estados Unidos.
Después de completar sus estudios superiores en el Instituto de Massachusetts, fue aceptada para estudiar en la Universidad Stanford. Allí obtuvo su maestría en ingeniería eléctrica. Gebru trabajó en Apple, desarrollando la señal que procesa algoritmos para el primer iPad. Obtuvo su doctorado bajo la asesoría de Fei-Fei Li en la Universidad Stanford en 2017. Utilizó minería de datos de imágenes disponibles públicamente. Se interesó por la cantidad de dinero gastado por organizaciones gubernamentales y no gubernamentales intentando recolectar información sobre comunidades. Para investigar alternativas, Gebru combinó aprendizaje profundo con Google Street View para estimar la demografía de barrios en Estados Unidos, mostrando que atributos socioeconómicos como inclinación política, ingresos, carrera y educación pueden ser inferidos por la observación de autos. Si la cantidad de camiones pickup supera el número de sedans, la comunidad será más inclinada a votar para el partido Republicano. Se analizaron más de 15 millones de imágenes de las 200 ciudades más pobladas de EE. UU. El trabajo fue extensamente seguido en los medios de comunicación como BBC News, Newsweek, The Economist, y The New York Times.
Gebru presentó su investigación en la competición 2017 LDV Capital Vision Summit, donde científicos de visión por computadora presentan sus trabajos a miembros de industria e inversores. Gebru ganó la competición, y comenzó una serie de colaboraciones con otros emprendedores e inversores. Ambos durante su programa de PhD durante 2016 y en 2018, Gebru regresó a Etiopía con Jelani Nelson para trabajar en la campaña AddisCoder. Después de recibir su PhD, Gebru se unió a Microsoft como investigadora de postdoctorado en el laboratorio de Equidad, Responsabilidad, Transparencia y Ética en Inteligencia Artificial (FATE siglas en inglés).

## Carrera e investigaciones

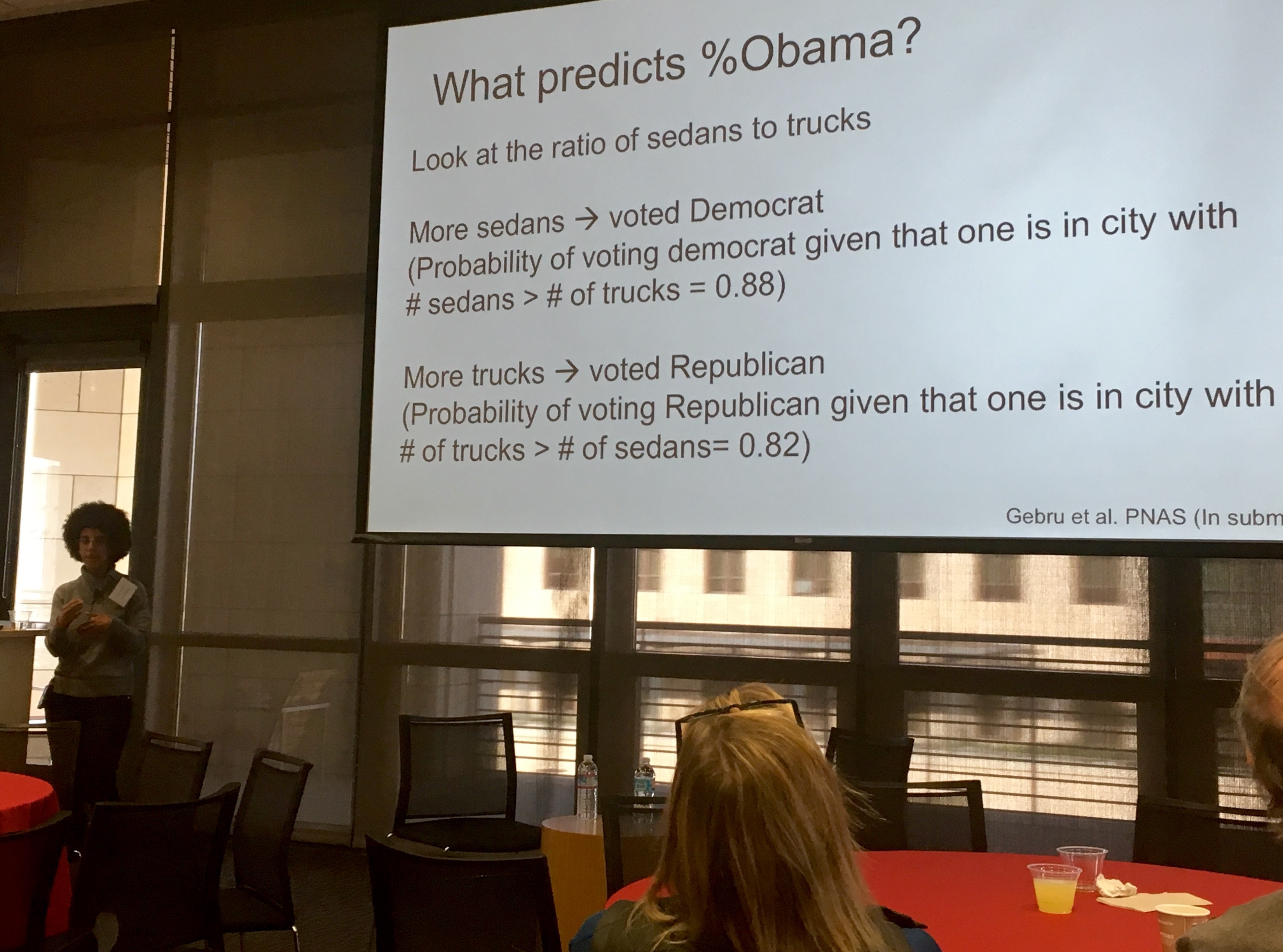
Gebru Hablando sobre sus hallazgos para pronosticar, con cierta fiabilidad, la manera en que un americano votará por el tipo de vehículo conducen.

Gebru trabajó en Google en el departamento de inteligencia artificial ética. Allí estudió las implicaciones de la inteligencia artificial, buscando mejorar la capacidad de la tecnología para hacer el bien social. Colaboró con el MIT en su grupo de investigaciones Gender Shades. Gebru trabajó con Joy Buolamwini para investigar un software de reconocimiento facial; encontrando que las mujeres negras tienen 35% menos de probabilidades de ser reconocidas que los hombres blancos. Cuando Gebru asistió a una conferencia de inteligencia artificial en 2016, notó que era la única mujer negra de los 8.500 delegados presentes. Junto con su colega Rediet Abebe, Gebru fundó Black in AI, una comunidad de investigadores negros que trabajan en inteligencia artificial.
Gebru también trabajó en el equipo del departamento de Microsoft de Justicia, Imputabilidad, Transparencia, y Éticas. En 2017, Gebru habló en la conferencia Fairness and Transparency (Justicia y Transparencia), donde MIT Technology Review la entrevistó sobre los sesgos que existen en los sistemas de inteligencia artificial y cómo agregar diversidad en los equipos de inteligencia artificial puede solucionar ese problema. En su entrevista con Jackie Snow, Snow preguntó Gebru, "¿Cómo distorsiona la falta de diversidad la inteligencia artificial y específicamente la visión por computadora?" Y Gebru señaló que existen sesgos en los desarrolladores de software. Gebru y otros investigadores de inteligencia artificial firmaron una carta que reflejaba los problemas sistémicos que residen en el software de reconocimiento facial de Amazon. Un estudio realizado por investigadores del MIT muestra que el sistema de reconocimiento facial de Amazon tenía más problemas para identificar a las mujeres de piel más oscura que el software de reconocimiento facial de cualquier otra empresa de tecnología. En una entrevista del New York Times, Gebru expresó además de que cree que el reconocimiento facial es demasiado peligroso para ser utilizado con fines policiales y de seguridad en este momento.

## Salida de Google
Gebru cesó de trabajar para Google en diciembre de 2020. Las circunstancias de su salida son discutidas. Gebru y algunos de sus compañeros de trabajo afirmaron que la habían despedido de Google. Los ejecutivos de Google, Jeff Dean y Megan Kacholia, afirmaron que ella se ofreció a renunciar y que Google aceptó posteriormente su renuncia.. Afirmó que nunca se ofreció a renunciar, solo amenazó con renunciar.
Gebru había sido coautora de un artículo sobre los grandes riesgos de los modelos lingüísticos, con respecto a sus costos ambientales y financieros, la inescrutabilidad que conduce a sesgos peligrosos desconocidos, la incapacidad de los modelos para comprender los conceptos subyacentes a lo que aprenden y la posibilidad de usarlos para engañar a la gente. En un correo enviado a una lista de colaboración interna, Gebru describió cómo fue convocada a una reunión con poca antelación en la que se le pidió que retirara el artículo, y habló sobre sus solicitudes posteriores sobre las identidades de los revisores, así el cómo o el porqué de la decisión que se había tomado fueron ignorados. Gebru pidió que se cumplieran ciertas condiciones para evitar su renuncia, pero el equipo de inteligencia artificial de Google no estaba dispuesto a cumplir esas condiciones y aceptó su renuncia el mismo día.. Jeff Dean, jefe de investigación de inteligencia artificial de Google respondió con un correo electrónico diciendo que tomaron la decisión porque el documento ignoraba demasiadas investigaciones recientes relevantes sobre formas de mitigar algunos de los problemas descritos en él, sobre el impacto en el entorno y el sesgo de estos modelos.
Tras la controversia, el CEO de Google, Sundar Pichai, emitió una disculpa sin admitir haber cometido un delito.. Más de 1200 empleados de Google y 1500 investigadores firmaron una carta condenando el supuesto despido de Gebru..
El 16 de diciembre de 2020, el equipo de investigación de IA ética de Google exigió que la vicepresidenta Megan Kacholia fuera destituida de la cadena de gestión del equipo.. Kacholia supuestamente había despedido a Gebru sin notificar primero al gerente directo de Gebru, Samy Bengio. El equipo de inteligencia artificial ética de Google también exigió que Megan Kacholia y el jefe de inteligencia artificial de Google, Jeff Dean, se disculpen por cómo se la trató a Gebru.
Nueve miembros del Congreso enviaron una carta a Google pidiéndole que aclarara las circunstancias en torno a la salida de Timnit Gebru.

## Premios y reconocimientos
Gebru, Joy Buolamwini e Inioluwa Raji ganaron el premio AI Innovations Award 2019 de VentureBeat en la categoría AI for Good por su investigación que destaca un problema significativo del sesgo algorítmico en el reconocimiento facial.
En el año 2023 fue seleccionada por la BBC como una de las 100 mujeres más influyentes del mundo. 

## Publicaciones
- Gebru, Timnit; Krause, Jonathan; Wang, Yilun; Chen, Duyun; Deng, Jia; Aiden, Erez Lieberman; Fei-Fei, Li (12 de diciembre de 2017). «Using deep learning and Google Street View to estimate the demographic makeup of neighborhoods across the United States». Proceedings of the National Academy of Sciences (en inglés) 114 (50): 13108-13113. ISSN 0027-8424. PMC 5740675. PMID 29183967. doi:10.1073/pnas.1700035114.
- Buolamwini, Joy; Gebru, Timnit (2018). «Gender Shades: Intersectional Accuracy Disparities in Commercial Gender Classification». Proceedings of Machine Learning Research 81: 1-15. ISSN 1938-7288.
- Gebru, Timnit (9 de julio de 2020). «Race and Gender».  En Dubber; Pasquale, eds. The Oxford Handbook of Ethics of AI (en inglés). Oxford University Press. pp. 251-269. ISBN 978-0-19-006739-7. doi:10.1093/oxfordhb/9780190067397.013.16.